# Stonehenge, Avebury in z njimi povezana mesta
Stonehenge, Avebury in z njimi povezana mesta je Unescov seznam svetovne dediščine (WHS) v Wiltshiru v Angliji. WHS pokriva dve veliki območji zemlje, ločeni s približno 24 kilometri, namesto določenega spomenika ali stavbe. Najdišči sta bili vpisani kot soseznama leta 1986. Nekateri veliki in dobro znani spomeniki znotraj WHS so navedeni spodaj, vendar ima območje tudi izjemno visoko gostoto manjših arheoloških najdišč, zlasti iz prazgodovinskega obdobja. Ugotovljenih je bilo več kot 700 posameznih arheoloških značilnosti. Na seznamu je 160 ločenih spomenikov, ki zajemajo 415 elementov ali značilnosti.

## Stonehenge in pripadajoči spomeniki

Območje Stonehenge WHS je v južnem Wiltshireu. Pokriva površino 26 kvadratnih kilometrov in je osredotočen na prazgodovinski spomenik Stonehenge. Lastništvo si delijo English Heritage, National Trust, Ministrstvo za obrambo, RSPB, Wiltshire Council ter zasebniki in kmetje.

### Spomeniki Stonehenge WHS
- Stonehenge
- Stonehenge Avenue
- Stonehenge Cursus
- The Lesser Cursus
- Cursus Barrows
- Durrington Walls
- Woodhenge
- Cuckoo Stone
- Coneybury Henge (je preorano)
- King Barrow Ridge[2]
- Winterbourne Stoke Barrows
- Normanton Down Barrows, vključno Bush Barrow
- Vespasian's Camp
- Robin Hood's Ball (povezan spomenik severno od meje WHS)
- West Amesbury Henge, poznan tudi kot Bluestonehenge

## Avebury in pripadajoči spomeniki
The Avebury area of the WHS covers an area of 22.5 km2 and is centred on the prehistoric Avebury Henge, about 17 mi (27 km) north of Stonehenge.

### Spomeniki Avebury WHS
- Avebury Henge
- West Kennet Avenue
- Beckhampton Avenue
- West Kennet Long Barrow
- The Sanctuary
- Silbury Hill
- Windmill Hill

## Muzejske in arhivske zbirke
Glavni muzeji so muzej Alexander Keiler v Aveburyju, muzej Salisbury in muzej Wiltshire v Devizesu.
Drugi muzeji z gradivom iz Stonehengea in Aveburyja so Britanski muzej, Narodni muzej Walesa, Muzej arheologije in antropologije Univerze v Cambridgeu in Ashmolov muzej. Drugi arhivi so še Historic England Archive v Swindonu, Wiltshire and Swindon History Center v Chippenhamu in Bodleian Library v Oxfordu.